# Piotr Vasíliev

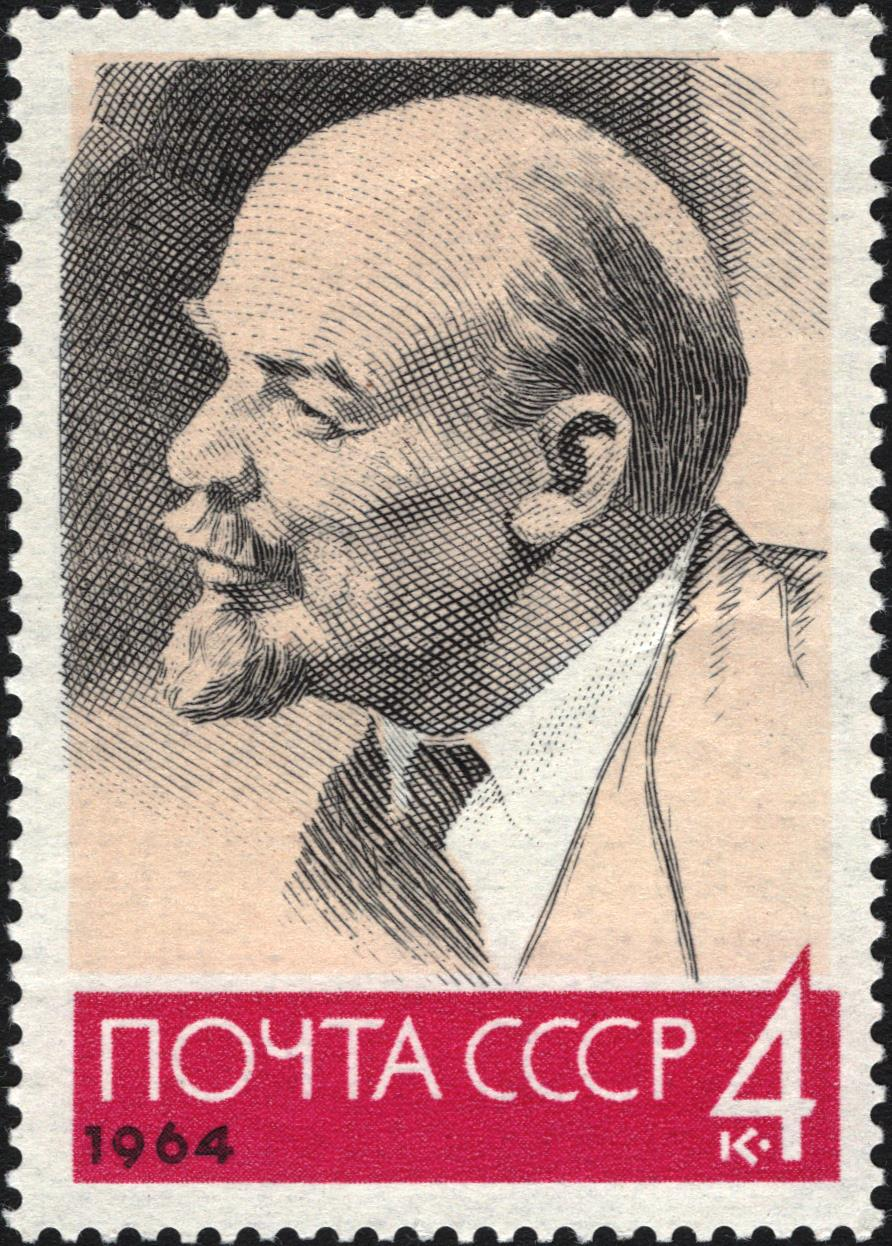
Lenin. URSS, 1964, 4 kopeks.

Piotr Vasílievich Vasíliev (en ruso: Пётр Васильевич Васильев; 1889, Óblast de Kaluga - 1975) fue artista ruso, diseñador de estampillas. Ejecuta diversas series de Lenin. Reconocida como el mejor sello de 1964, sus diseños se incorporan en colecciones de Checoslovaquia, India, Mongolia y Senegal.